# Sabine Tóth
Sabine Tóth (* 18. Januar 1961 in West-Berlin als Sabine Mummert, heute Sabine Wolf) ist eine ehemalige deutsche Volleyballspielerin.
Sabine Tóth spielte seit den 1970er Jahren Volleyball in West-Berlin beim TSV Rudow, mit dem sie 1980 in die Zweite Bundesliga und 1982 in die Erste Bundesliga aufstieg. Für die deutsche Nationalmannschaft absolvierte die Universalspielerin 50 Länderspiele.
Sabine Tóth war in den 1980er Jahren mit dem ungarischen Volleyballtrainer János Tóth verheiratet. Heute lebt Sabine Wolf in Berlin.